# КК Борац Бања Лука
КК Борац Бања Лука је кошаркашки клуб из Бање Луке, Република Српска и БиХ. Своје домаће утакмице игра у дворани Борик, капацитета 4.260 мјеста. Тренутно се такмичи у највишем кошаркашком рангу у БиХ, Премијер лиги БиХ , Аба 2 лиги, те Купу Републике Српске чији је актуелни освајач.

## Име КК Борац кроз историју
У зависности од захтјева и потреба својих спонзора често је мијењао свој назив, па је наступао као КК Борац, КК Борац Инцел, КК Борац Боровица, КК Борац Нектар, СКК Бањалучка пивара... Кроз историју је био вишеструки побједник првенства НР БиХ, учесник других савезних лига СФРЈ, Прве Б лиге СФРЈ и Прве лиге СРЈ. Први је побједник заједничке кошаркашке лиге Босне и Херцеговине, и био је први учесник у међународним такмичењима из Републике Српске.
Клуб је био активан до 2006. године, у периоду до 2011. вишестуко је мијењао називе уз главну одредницу Борац, такође и правне форме нека су имена замрзавана, нека су била као новосновани субјекти, али дефакто КК Борац се вратио и устабилио као насљедник имена и лига у којима је претходник наступао оснивањем садашњег КК Борац Бања Лука 2011. године, иако се 2018. појавио нови клуб под називом СКК Борац који је тврдио да посједује пресуде да је управо тај клуб насљедник резултата до 2006., али је недуго по оснивању и такмичењу у Другој лиги Републике Српске, престао са такмичењем.

## Друга Јадранска лига
Кошаркаши Борца наступили су по први пут у Другој Јадранској лиги у сезони 2020/2021, и били су домаћин другог по реду турнира на којем су игране утакмице од 5. до 7. кола, у термину од 18-24. јануара 2021, а екипе друголигашког регионалног кошаркашког каравана су угостили у својој Спортској дворани „Борик”. Регуларни дио сезоне КК Борац завршио је на трећем мјесту.
Борац је у Другој Јадранској лиги такође наступио и у сезони 2021/2022,те био домаћин четвртог по реду турнира на којем су игране утакмице од 8. до 10. кола, у термину 6-12. фебруара. Овога пута и публици је био дозвољен улаз, а домаће утакмице Борца у три дана пратило је преко 6.000 гледалаца.
Укључујући и сезону 2022/23. у којој је наступао у овом такмичењу КК Борац Бања Лука има три наступа, и у том периоду остварио је два пута пласман на 5. мјесто, те је једном био трећепласирани. КК Борац учествује у Другој Јадранској лиги и у сезони 2023/2024.

## Учинак у претходних неколико сезона
| Сез.     | Прва лига РС | Прва лига БиХ | Јадранска лига | Друга јадранска лига |
| -------- | ------------ | ------------- | -------------- | -------------------- |
| 2011/12. | —            | 9. мјесто     | —              | —                    |
| 2012/13. | —            | 10. мјесто    | —              | —                    |
| 2013/14. | 3. мјесто    | —             | —              | —                    |
| 2014/15. | 3. мјесто    | —             | —              | —                    |
| 2015/16. | 8. мјесто    | —             | —              | —                    |
| 2016/17. | 9. мјесто    | —             | —              | —                    |
| 2017/18. | 2. мјесто    | —             | —              | —                    |
| 2018/19. | 2. мјесто    | —             | —              | —                    |
| 2019/20. | 1. мјесто    | —             | —              | —                    |
| 2020/21. | —            | напомена      | —              | 5. мјесто            |
| 2021/22. | —            | 5. мјесто     | —              | 3. мјесто            |
| 2022/23. | —            | 2. мјесто     | —              | 5. mjesto            |
| 2023/24. | —            | 2. мјесто     | —              | 9. mjesto            |
| 2024/25. | —            |               | —              |                      |

## Успјеси
- Прва лига Босне и Херцеговине
  - Првак (1): 1999/00
  - финалиста (3): 2002/03, 2022/23, 2023/24.
- Куп Босне и Херцеговине
  - Освајач (1): 1999/00
  - финалиста (2): 2003, 2008.
- Прва лига Републике Српске
  - Првак (9): 1993/94, 1994/95, 1995/96, 1996/97, 1997/98, 1998/99, 2001/02, 2006/07, 2019/20.
- Куп Републике Српске
  - Освајач (11): 1993/94, 1994/95, 1995/96, 1996/97, 1997/98, 1998/99, 2001/02, 2006/07, 2008/09, 2021/22, 2022/23.

### Учешћа у важним такмичењима
- Јадранска лига (2)
  - 2002/03. (11. мјесто), 2003/04. (13. мјесто)
- Друга Јадранска лига (4)
  - 2020/21. (5. мјесто), 2021/22. (3. мјесто), 2022/23. (5. мјесто), 2023/24. (9. мјесто)
- Прва Б Југословенска лига у кошарци (1) 
  - 1997/98. (3. мјесто)

КК Борац Бања Лука је дефакто насљедник резултата клуба до 2006.

## Састав у сезони 2021/22.
1. Срђан Гаврић   (0)
2. Joshua Cunningham  (1)
3. Ђорђе Пажин  (3)
4. Борис Драгојевић  (4)
5. Diante Baldwin  (5)
6. Драшко Кнежевић  (7)
7. Коста Кондић  (9)
8. Његош Сикираш  (10)
9. Радош Шешлија  (15)
10. Стефан Кенић  (33)
11. Вук Бошковић  (34)
12. Аљоша Јанковић  (36)
13. Немања Рељић  (55)

Тренер
1. Драган Николић

## Галерија
- СД „Борик“ Бања Лука (споља)
- СД „Борик“ Бања Лука (унутрашњост)
- АБА 2, 2024. Борац - Илирија